# Arracacia
- Commons
- Wikispecies

Arracacia é um género botânico pertencente à família Apiaceae, comumente conhecida como mandioquinha.